# صندوق التنمية الصناعية السعودي
صندوق التنمية الصناعية السعودي (بالإنجليزية:Saudi Industrial Development Fund) هي جهه حكومية سعودية كانت مرتبطة بوزارة المالية ثم تابعة لوزارة التجارة ثم تابعة إلى وزارة الطاقة والصناعة والثروة المعدنية سابقاً الآن تابع الصندوق لوزارة الصناعة والثروة المعدنية ويراس الصندوق وزير الصناعة والثروة المعدنية بندر الخريف معني بدعم وبتطوير الصناعة في المملكة العربية السعودية عن طريق القروض طويلة الأجل ذات التكاليف المخفضة والمتوافقة مع احكام الشريعة الإسلامية للمساعدة في إنشاء أو تطوير أو توسيع المصانع في المملكة العربية السعودية. كما يساهم في مساعدة هذه الشركات على الوقوف عن طريق اعداد دراسات جدوى قبل إعطاء القرض ومتابعة الشركة خلال فترة التسديد للتأكد من حسن سير عملياتها. يتميز صندوق التنمية بتطوير الكفاآت عن طريق برامج التدريب المكثفة في بداية التوظيف وكذلك خلال المسيرة الوظيفية.

## لمحة تاريخية
تم إنشاء صندوق التنمية الصناعية السعودي عام 1394هـ (1974م)
أسس صندوق التنمية الصناعية السعودي عام 1394هـ كمؤسسة مالية حكومية لتحقيق أهداف وسياسات وبرامج التنمية الصناعية بالمملكة الموجهة لدعم القطاع الخاص في المجالات الصناعية المختلفة، وتمويل ودعم وتنمية القطاع الـصناعي، وبرأسمال مبدئي قدره خمسمائة مليون ريال، تم رفعه تدريجياً حتى أصبح عشرين مليار ريال سعودي في عام 1426هـ.
ومنذ العام المالي 1401/1402 هـ (1981م) أصبحت المبالغ المسدده من القروض الصناعية القائمة كافية لتوفير التمويل اللازم للمشاريع الصناعية الجديدة مما جعل الصندوق منذ ذلك التاريخ قادرا على مواصلة دعمه المالي للمشاريع الصناعية الجديدة من خلال تدوير رأسمال مبالغ القروض المسدده دون الحاجة إلى طلب اعتمادات إضافية لرأس المال المدفوع.
في عهد خادم الحرمين الشريفين عبد الله بن عبد العزيز آل سعود تم دعم موارد الصندوق في عام 2010، بوديعة وقرض بلغ مجموعهما 10 مليارات ريال ليواصل الصندوق دوره التنموي للقطاع الصناعي في المملكة، ثم في عام 2011 صدرت الموافقة السامية على مضاعفة رأسمال الصندوق ليصل إلى 40 مليار ريال. وفي يناير 2019 أعلن مدير عام الصندوق إبراهيم المعجل عن رفع رأسماله إلى 105 مليارات ريال.

## الرسالة والأهداف
المشاركة بفعالية في تحقيق أهداف وسياسات وبرامج التنمية الصناعية في المملكة من خلال توفير جميع أنواع الدعم المادي والاستشاري اللازم لنمو وتطوير الصناعة المحلية ورفع مستوى أدائها. إن الدور التنموي للصندوق يحتم عليه التحقق والتأكد من الجدوى الاقتصادية للمشاريع المقترضة من المنظور الاقتصادي العام والخاص وتعزيز فرص نجاح المشاريع من خلال توظيف الأموال المستثمرة التوظيف الأمثل.ويسعى الصندوق لتحقيق العديد من الاهداف الاستراتيجية لدعم التنمية الصناعية بالمملكة التي تنص على تحقيق عائد استثماري جيد للاستثمار الصناعي، والتأكد من وجود قيمة مضافة محلية مناسبة للاقتصاد الوطني السعودي، وإحلال المنتج الوطني محل الواردات مع تعزيز الصادرات غير النفطية، وتحقيق التكامل الصناعي بين القطاعات المختلفة.
إلى جانب خلق الفرص الوظيفية للسعوديين من خلال تشجيع توظيف العمالة الوطني، واستغلال المواد الخام المحلية، واستقطاب رءوس الأموال الأجنبية ونقل وتوطين التقنية، مع مراعاة السلامة الصناعية وسلامة البيئة.
- توظيف وتدريب وتأهيل كوادر وطنية وكفاءات مؤهلة.
- تقديم قروض متوسطة أو طويلة الأجل لتأسيس مصانع جديدة أو تطوير وتحديث وتوسعة مصانع قائمة.
- تقديم الاستشارات الإدارية والمالية والفنية والتسويقية للمنشآت الصناعية بالمملكة.
- ساهم هذا الدعم بالتكامل مع الجهات الحكومية؛ بتحقيق استجابة فعّالة من قبل القطاع الخاص لبناء وترسيخ قاعدة صناعية وطنية.

## الخدمات
يقدم الصندوق الصناعي مجموعة خدمات للمستثمرين، تسهل من خلالها إجراءات العمل. وتشمل خدمة تمكين المستثمر، وبرامج التمويل المتخصصة، إلى جانب المنتجات المالية.

### مبادرات تمكين المستثمر
تتضمن خدمة تمكين المستثمر قيام الصندوق برفع كفاءة إجراءات القروض من خلال تقليل مدة الموافقة على طلبات القروض، كما يتم تسهيل إجراءات الصرف من خلال تقليل الفترة المعتمدة للصرف، وصرف 30% من القرض على هيئة مقدم لبعض برامج التمويل المتخصصة. ومبادرة تطوير آلية احتساب التكاليف، إلى جانب خدمة القرض الإلكتروني وتطبيق الهواتف الذكية.

#### مبادرة دراسة الجدوى الإقتصادية
يقدم الصندوق استشارات للمستثمرين بخصوص دراسة الجدوى، وذلك بناء على توفير المستثمر للمعلومات اللازمة، كالمعلومات التسويقية، والمعلومات الفنية، إلى جانب المعلومات المالية ومعلومات إضافية تشمل وصفًا عامًا للمشروع، وعناصره وأهدافه، خبرة أصحاب المشروع في المجال، توصيف لهيكل إدارة المشروع، وتقديم خطة كاملة لسعودة الوظائف في المشروع، وجدوله الزمني.

### المنتجات المالية
تشمل مبادرات المنتجات المالية خدمات الإقراض والتمويل كخدمة القرض الصناعي، الاعتماد المستندي مع البنوك، تمويل المشاريع الصناعية في المدن والمناطق الواعدة، والقرض متعدد الأغراض، إضافة إلى إقراض مشاريع خدمات المساندة الصناعية واللوجستية.

#### قرض متعدد الأغراض
هو قرض متخصص بتمويل النفقات الرأسمالية التي تعمل على تحسين القيمة التشغيلية المرتبطة بالنشاط التجاري. ويستهدف المصانع القائمة والعمال الحاليين والمستقبليين.

#### إقراض مشاريع خدمات المساندة الصناعية واللوجستية
هي مجموعة الحلول المالية والاستشارية للقطاع اللوجستي. والتي تهدف إلى إيجاد التنافسية بين المصنعين المحليين، وجذب الاستثمارات الصناعية، وخدمة قطاع الصناعة والمدن الصناعية. وذلك عبر دعم الخدمات المساندة للصناعة مثل قطاع المستودعات ومناولة الموانئ وخدمات الدعم، والنقل البحري والجوي والسككي للبضائع، إلى جانب البنية التحتية للموانئ البحرية والجوية والجافة، والمنصات اللوجستية خارج المدن الصناعية وداخلها، والمنصات اللوجستية في الموانئ ومحطات القطار.

#### تمويل المشاريع الصناعية في المدن والمناطق الواعدة
هي قروض يقدمها الصندوق بنسب محددة لتمويل المشاريع الصناعية في المدن الرئيسية في المملكة، والمدن ذات الميزات الاقتصادية، والمدن الواعدة من الناحية الاقتصادية، بحد أقصى مختلف لمدة التمويل بحسب المدينة.

#### الاعتماد المستندي مع البنوك
يعمل الصندوق على إصدار الاعتمادات المستندية بالتنسيق مع البنوك التجارية، بغرض تمويل الاعتماد الخاص باستيراد الآلات والمعدات. حيث يقوم الصندوق بتمويل وتغطية جزء كبير من الاعتماد بعد الموافقة عليه، ويضطلع البنك بمسؤولية فتح الاعتماد ومطابقة كافة المستندات المتعلقة بالشحن والتأمين وشهادات الفحص والمنشأ.  تهدف الخدمة لتسريع وتيرة تنفيذ المشاريع وتخفيض تكاليفها وتقليل إجراءات البنوك، عبر تحرير رأس المال المدفوع من قبل المستثمر لتمويل جوانب أخرى من المشروع.

### برامج التمويل المتخصصة
يقدم الصندوق ثلاث برامج في هذا القسم تشمل برنامج تنافسية، وبرنامج آفاق، وبرنامج توطين.

#### تنافسية
هو برنامج يوفر التحفيز والدعم لتنمية المنشآت الصناعية ومساعدتها على الوصول إلى درجات عالية من التنافسية، عبر فرعين:

##### برنامج كفاءة الطاقة
يعمل البرنامج على دعم قاعدة التصنيع الحالية لتحسين كفاءة الطاقة وتخفيض التكاليف. وهو موجه للعملاء الحاليين والمرتقبين المتمتعين بوضع ائتماني جيد، والمشاريع القائمة ذات قوائم مالية لآخر 3 سنوات. كما يتطلب نتائج حقيقة في تقليل استهلاك الطاقة وتكلفتها، وتقنية مجربة تجاريا، إلى جانب دراسة جدوى وتوقعات المصاريف الرأسمالية.

##### برنامج التحول الرقمي الصناعي
يعمل البرنامج على دعم قاعدة التصنيع الحالية لتحسين الإنتاجية عن طريق توظيف التقنيات الحديثة والرقمنة. هو موجه للعملاء الحاليين والمرتقبين المتمتعين بوضع ائتماني جيد، والمشاريع القائمة ذات قوائم مالية لآخر 3 سنوات. كما يتطلب نتائج حقيقية في زيادة الكفاءة التشغيلية، وتقنية مجربة تجاريا، إلى جانب دراسة جدوى وتوقعات المصاريف الرأسمالية، وأن لا تتعدى القدرة الإنتاجية للمشروع 20%.

#### توطين
يقيم البرنامج شراكات مع شركات كبرى وطنية في السعودية كـ (سابك) و (أرامكو)، (معادن) و (الشركة السعودية للكهرباء) لرفع نسبة الإنفاق في المحتوى المحلي، واستبدال الواردات بمنتجات محلية، إلى جانب دعم فرص توطين سلاسل الإمداد في الشركات. ويقدم خدمات استشارية، وخدمات ربط مع مشتريات كبرى الشركات، شروط تفضيلية للتمويل.

#### آفاق
يشمل برنامج آفاق برنامجين، برنامج رواد الأعمال (بادر)، ومبادرة تحفيز نمو المشاريع الصناعية الصغيرة والمتوسطة. يقوم برنامج (بادر) بدعم رواد الأعمال أصحاب الأفكار الصناعية المميزة ابتداء من مرحلة دراسة المشروع، وحتى مرحلة التشغيل والإنتاج، وذلك جنبا إلى جنب مع حاضنة بادر التابعة لمدينة الملك عبدالعزيز للعلوم والتقنية. كما خصصت مبادرة تحفيز نمو المشاريع الصناعية الصغيرة والمتوسطة للعملاء الحاليين والمرتقبين المتمتعين بوضع ائتمامي جيد، وذوي مشاريع قائمة تمتلك قوائم مالية لآخر 3 سنوات، وأن تكون حققت أرباح في سنتين على الأقل من آخر 3 سنوات تشغيلية، ولايقل معدل نمو مبيعاتها المركب عن 5%ٌ خلال آخر 3 سنوات تشغيلية. وهي تمنح المستثمر مدة سداد أطول لاتقل عن 8 سنوات، وفترة سماح تصل إلى 28 شهر، وتقدم 30% من قيمة القرض كدفعة مقدمة، إلى جانب عدم وجود ضمانات إضافية.

## الإئتمان
إدارة الإئتمان هي الجهة المناط بها مسؤوليات إدارة برنامج إقراض المشاريع الصناعية التي يقوم بإنشائها القطاع الاهلي الصناعي في المملكة حيث تتكون من اقسام الائتمان المتخصصة وتقوم باستلام طلبات قروض التمويل وتحليل الجدوى الاقتصادية للمشاريع الصناعية والجدارة الائتمانية للمشاريع والمقترضين، وتتولى مهمة التنسيق بين عملاء الصندوق والاقسام الأخرى داخل ادارات الصندوق لتقديم الخدمات الاستشارية بدون مقابل مع تقديم المشورة في الجوانب المالية والادارية والتسويقية وتقنية المعلومات للمقترضين من الصندوق إلى جانب القطاعات الصناعية المختلفة كلا على حدة والتوصية بالسياسات الاقراضية المناسبة بالإضافة إلى متابعة تنفيذ المشاريع ومراقبة وتحليل ادائها حتى يتم سداد القرض بالكامل.

## المسؤولية التنموية
تعزيز فرص الاستثمار الصناعي، وتطوير الصناعة المحلية ورفع مستوى أدائها، من خلال المساهمة في تشكيل القطاعات الصناعية، وتطوير المؤسسات التنافسية، ودعم المبادرات الاستراتيجية.

## رؤية المملكة 2030
يواصل الصندوق الصناعي نشاطه في تنمية القطاع الصناعي المحلي ومواكبة التطورات، عبر التكامل مع الجهات الحكومية، وتوسيع نطاق دعمه ليشمل عددًا من القطاعات الواعدة في مجالات الصناعة والطاقة والتعدين والخدمات اللوجستية.

## تطوير

### جائزة آي دي سي للتميز
حصد صندوق التنمية الصناعية السعودي جائزة آي دي سي "IDC" للتميز للعام 2021، ضمن فئة التميز في الإبداع الرقمي، لنظام تمكين وتطبيق الصندوق على الأجهزة الذكية، وذلك في النسخة الحادية عشرة من جوائز قمة آي دي سي للتميز.
حيث اشتملت الجائزة على أربع فئات وهي:«التميز في الإبداع الرقمي، أفضل مدير لتقنية المعلومات للعام، أفضل مدير لأمن المعلومات للعام، وجائزة عن فئة السيدات في قطاع التقنية والأعمال».

### الشهادة الأساسية لمركز خبرة العملاء
في ديسمبر 2021م حصل صندوق التنمية الصناعية السعودي على الشهادة الأساسية لمركز خبرة العملاء "CCOE" الصادرة عن الشركة العالمية «ساب» "SAP" والمتخصصة في الأنظمة والتطبيقات والمنتجات الخاصة بمعالجة البيانات وإدارة تخطيط الموارد؛ التي تُعد إحدى أكبر شركة برمجيات في العالم.
جاء نجاح الصندوق الصناعي في الحصول على هذه الشهادة، بعد أن أجرَت شركة ساب "SAP" العالمية تدقيقًا حقق فيه الصندوق درجة عالية في مراقبة أنشطة الدعم والصيانة اليومية، إضافةً إلى قابلية تشغيل البنية التحتية، ويُعد الصندوق أول جهة حكومية في المملكة تحصل على هذه الشهادة.

## مجلس الإدارة
- بندر الخريف، وزير الصناعة والثروة المعدنية، رئيسا.
- م. صالح الجاسر وزير النقل، عضوا.
- د. غسان الشبل، عضوا.
- د.عبد الله النملة، مستشار وزير المالية، عضوا.
- د. عبد الرحمن القرطاس وكيل وزارة الاقتصاد والتخطيط لميزان المدفوعات، عضوا.
- الأمير/ سلطان بن خالد آل سعود الرئيس التنفيذي
- م. أيمن بن إسحاق أفغاني، ممثلًا لوزارة الاقتصاد والتخطيط، عضوًا.[12]

## إدارات الصندوق
- الإدارة العامة
- الائتمان
- دراسات واستشارات المشاريع
- الإدارة والعمليات
- القوى البشرية
- القانونية
- المراقبة والاستشارات المالية
- تقنية المعلومات
- تطوير الأعمال

## وصلات خارجية
- عنوان الموقع الرسمي لصندوق التنمية الصناعية السعودي